# 博多尔福
博多尔福，是匈牙利维斯普雷姆州许迈吉区所辖的一个村，位于Devecser西南，总面积2.22平方公里，总人口106，人口密度47.7人/平方公里（2010年1月1日）。